# Inschroefmoer

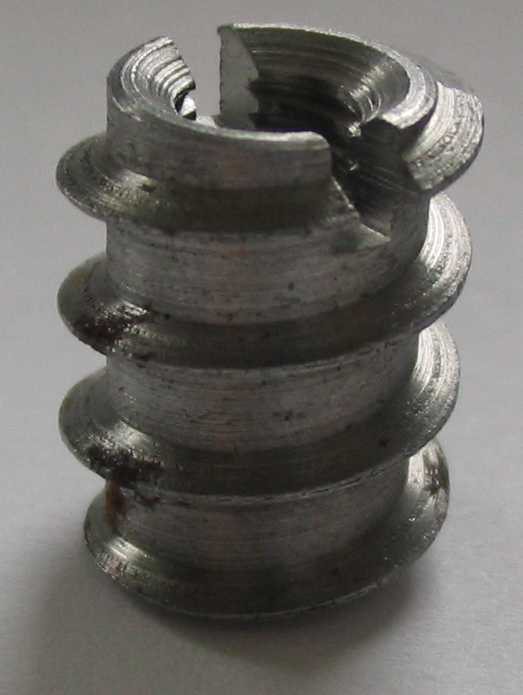
Inschroefmoer

Een inschroefmoer, ook wel Rampamoer genoemd, is een moer die aan de binnen- en buitenzijde schroefdraad heeft. Aan de binnenzijde heeft hij metrisch schroefdraad; aan de buitenzijde scherp schroefdraad met een grove spoed. Aan één uiteinde bevindt zich meestal een snee, waardoor hij met een schroevendraaier ingedraaid kan worden. Er bestaan ook varianten die niet een snee hebben maar een zeskantige uitsparing, waardoor ze met een inbussleutel ingedraaid kunnen worden.
Dit type moer wordt gebruikt voor het monteren van een bout in hout of ander zacht materiaal zoals spaanplaat of kunststof, bijvoorbeeld voor het monteren van een wieltje op stift in een houten stoelpoot. Eerst wordt de inschroefmoer in een voorgeboord gat in het hout gedraaid; vervolgens wordt daar de bout in gedraaid.
Er bestaan ook speciale inschroefmoeren die in andere materialen zoals metaal of steen geschroefd kunnen worden, bijvoorbeeld als het oorspronkelijke schroefdraad uitgesleten is.

## Geschiedenis
De inschroefmoer is in 1905 ontwikkeld door de Duitser Hermann Brügmann. De naam 'Rampamoer' is oorspronkelijk een merknaam die toebehoorde aan de firma Hans Brügmann GmbH & Co. Schraubenfabrik uit Büchen, maar door merkvervaging wordt hij nu voor alle moeren van dit type gebruikt.